# NGC 5019
NGC 5019 este o radiogalaxie situată în constelația Fecioara. A fost descoperită în 17 aprilie 1786 de către William Herschel.